# Plagodis propoecila
Plagodis propoecila är en fjärilsart som beskrevs av Eugen Wehrli 1938. Plagodis propoecila ingår i släktet Plagodis och familjen mätare. Inga underarter finns listade i Catalogue of Life.